# محسن آزاد
محسن آزاد ، وهو لاعب إيراني سابق لكرة القدم ومركزه لاعب وسط، لعب مع منتخب بلاده في دورة الألعاب الآسيوية سنة 1951م حين أحتل وصيفاً للبطولة ، كما لعب مع نادي شاهين وتاج.

## روابط خارجية
- محسن آزاد على موقع ناشيونال فوتبول تيمز (الإنجليزية)